# Предметы ведения Российской Федерации
Предметы ведения Российской Федерации — объекты сферы деятельности Российской Федерации как государства — закреплённый в Конституции Российской Федерации и положениями Федеративного договора - Договора о разграничении предметов ведения и полномочий между федеральными органами государственной власти Российской Федерации и органами государственной власти суверенных республик в составе Российской Федерации, круг вопросов, прерогатива в решении которых принадлежит федеральным органам государственной власти.
К предметам ведения РФ относится сфера общественных отношений, регулирование которых отнесено исключительно к компетенции РФ. К ним относится то, что необходимо и вместе с тем достаточно для установления и защиты суверенитета и верховенства РФ, целостности и неприкосновенности её территории, для защиты прав и свобод каждого человека, в какой бы части страны он ни проживал.
К предметам ведения Российской Федерации относятся сферы жизни общества, отрасли и подотрасли хозяйства, а также социально-культурной деятельности, виды имущества, его объекты, находящиеся под воздействием и в распоряжении органов федеральной власти (федеральные банки, транспорт, ядерная энергетика, федеральная собственность, военная техника и др.).
В статье 71 Конституции РФ приводится перечень исключительных предметов ведения РФ, который является исчерпывающим. В него входят:
- принятие и изменение Конституции РФ и федеральных законов и контроль за их соблюдением;
- федеративное устройство (определение состава, порядка формирования и полномочий федеральных органов, отношений между Федерацией и её субъектами) и территория РФ (определение состава, границ России);
- регулирование и защита прав и свобод человека и гражданина;
- гражданство в РФ;
- регулирование и защита прав национальных меньшинств;
- установление системы федеральных органов законодательной, исполнительной и судебной властей, порядка их организации и деятельности;
- формирование федеральных органов государственной власти;
- федеральная государственная собственность и управление ею;
- установление основ федеральной политики и федеральные программы в области государственного, экономического, экологического, социального, культурного и национального развития РФ;
- установление правовых основ единого рынка;
- федеральные фонды регионального развития;
- федеральный бюджет;
- федеральные налоги и сборы;
- федеральные энергетические системы;
- вопросы войны и мира;
- оборона и безопасность;
- оборонное производство и др.

Указанные в статье 71 Конституции РФ предметы ведения РФ могут быть изменены только с соблюдением процедур, установленных федеральным законом для внесения поправок в Конституцию РФ.
По предметам ведения РФ принимаются федеральные конституционные законы и федеральные законы, имеющие прямое действие на всей территории РФ. Кроме того, реализуя исключительную компетенцию, федеральные органы государственной власти вправе принимать и иные акты: указы Президента, постановления Правительства, акты федеральных органов исполнительной власти.